# Tetsuhiko Asai
Tetsuhiko Asai (浅井 哲彦 Asai Tetsuhiko), född 7 juni 1935, död 15 augusti 2006, var en framträdande japansk mästare i Shotokan Karate. Han var en före detta teknisk direktör i Japanska Karateföreningen.